# Bataille de la Kolubara
Première Guerre mondiale
Batailles
Front des Balkans
- Front austro-serbe : Campagne de Serbie (7-1914)
- Campagne de Serbie (10-1915)
- Le Cer (8-1914)
- La Kolubara (9-1914)
- Salonique (10-1915
- Krivolak (10-1915)
- Kosovo (11-1915)
- Kosturino (12-1915)
- 1re Doiran (8-1916)
- Strymon (8-1916)
- Kaïmatchalan (9-1916)
- 1re Monastir (9-1916)
- 2e Monastir (3-1917)
- 2e Doiran (4-1917)
- Skra-di-Legen (5-1918)
- Vardar (9-1918)
- Dobropolje (9-1918)
- 3e Doiran (9-1918)
- Uskub (9-1918)
- Campagne de Serbie (9-1918)

Front d'Europe de l'Ouest
Front italien
Front d'Europe de l'Est
Front africain
Front du Moyen-Orient
Bataille de l'Atlantique
La bataille de la Kolubra ou bataille de Suvobor est une bataille de la Première Guerre mondiale qui s'est déroulée du 16 novembre au 15 décembre 1914 en Serbie.
Les forces serbes sous les ordres du maréchal Radomir Putnik et de Živojin Mišić, viennent de subir une attaque de l'armée autrichienne qui les oblige à se replier. Ils lancent dans la deuxième phase de la bataille une contre attaque sur les forces austro-hongroises dans l'ouest de la Serbie. Les armées austro-hongroises plient sous les attaques serbes et sont expulsées du pays. Le commandant austro-hongrois, le général Oskar Potiorek, est limogé à la suite de cette défaite humiliante et remplacé par l'archiduc Eugène. Les pertes austro-hongroises lors de cette campagne, commencée au mois de septembre, sont énormes : environ 50 %, quelque 230 000 hommes. Les pertes serbes s'élèvent à 132 000 hommes sur 250 000 engagés.

## Forces en présence

### Forces autrichiennes
Le commandement suprême des forces austro-hongroises en Serbie était confié à Frédéric de Habsbourg, avec comme chef d'état-major Franz Graf Conrad von Hötzendorf et des forces se montant à 400 000 hommes, 400 canons et était divisée sur le terrain en :
- la cinquième armée : 82 bataillons, 11 escadrons de cavalerie, 43 batteries de canons avec Franc von Liboire à sa tête ;
- la sixième armée : 160 bataillons, 12 escadrons et 84 batteries de canons et commandée par Oskar Potiorek ;
- les groupes Snjaric et Hauser : une brigade et le 15e bataillon d'infanterie placé dans la région de Foča.

### Forces serbes
Avant la bataille de la Kolubra, l'armée serbe comptait environ 270 000 hommes et 180 mitrailleuses sous le commandement de Alexandre Ier de Yougoslavie ayant comme chef d'état-major, le maréchal Radomir Putnik qui se répartissait comme suit :
- détachement d'Obrenovac : cinq régiments et cinq bataillons de territoriale, le bataillon de Skopje soit 10 000 hommes, 26 canons et une réserve de 8 canons, sous le commandement du colonel Milisav Lešjanin puis du colonel Dušan Tufegdžić ; la division de Šumadija du colonel Vojislav Živanić et la division de Morava du général Ilija Gojković, elle comptait 88 000 hommes, 138 canons et 66 mitrailleuses et était sous le commandement du voïvode (le maréchal) Stepa Stepanović ;
- la troisième armée : division de Timok (Timočka divizija) de réserve du colonel Mirko Milosavljević, la division de Drina de réserve du colonel Krsta Smiljanicć, la division de Drina (Drinska divizija) du colonel Nicolas Stevanović et la division mixte du général Mihailo Rašić, elle comprend 65 000 hommes, 80 canons et 40 mitrailleuses avec comme chef le général Paul  Jurisca Struma ;
- la première armée : la division de Moravie de réserve du colonel Milos Vasic, la division du Danube du colonel Milivoje Andjelković Kajafa, elle se compose de 54 000 hommes, 80 canons et 40 mitrailleuses sous le commandement du général Živojin Mišić ;
- la division de Užice : de l'armée de réserve de Šumadija du colonel Dragutin Milovanović avec la brigade du colonel Ivan Pavlović et le détachement du colonel Jevrem Mihailović, elle se composait de 32 000 hommes, 55 canons et 15 mitrailleuses avec à sa tête le général Vukoman Arašić ;
- l'Armée de défense de Belgrade : avec trois régiments de réserves et de territoriaux, deux escadrons de cavalerie soit 19 000 hommes commandés par le général Mihailo Živković.

## Première phase de la bataille (défensive du 16 au 30 novembre 1914)

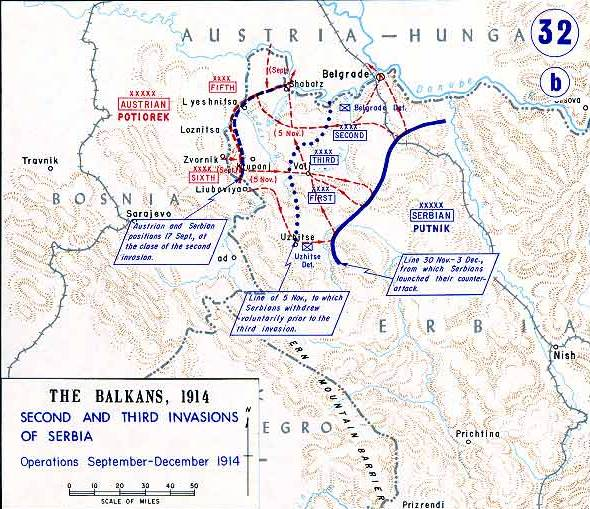
Carte de la bataille de la Kolubara.

La bataille commence le 16 novembre 1914 avec le retrait des forces serbes sur la rive droite de la Kolubara et de la Ljig avec l'idée du haut commandement de ralentir la pénétration vers Covka (qui doit servir de base de contre-attaque), par les rivières et les marais. Le plan austro-hongrois était de prendre le contrôle de la voie de chemin de fer Obrenovac-Valjevo plutôt que les routes boueuses de la Mačva.
La 5e armée austro-hongroise au nord est confrontée à la 2e armée serbe qui perd la ville de Lazarevac. Au sud les 15e et 16 corps de la 6e armée austro-hongroise sont confrontés à la 1re armée serbe qui perd les monts Maljen le 24 novembre, ce qui met l'aile gauche serbe en difficulté. Le 25 novembre Potiorek fait avancer la 5e armée qui pousse devant elle les 2e et 3e armées serbes, traverse la Ljig et prend de flanc la 1re armée serbe.
Pour parer cette situation, Mišić envisage un recul par échelon vers les positions de Gornji Milanovac avant une contre-offensive et en conséquence l'abandon de Belgrade. Cette éventualité est rejetée par Putnik, mais les ordres étant donnés, Mišić refuse d'en changer, Putnik ne relève pas Mišić.

## Le problème des munitions d'artillerie
L'armée serbe est confrontée à un manque criant de munitions et doit rationner le stock. Elle a demandé une aide et la fourniture par les Alliés. Des munitions françaises arrivent à partir de mi-novembre par le port de Salonique et sont acheminées par le rail vers Niš ; malheureusement le calibre était bon (du 75) mais il y avait une différence de 2,5 mm. Il fallut donc démonter les munitions puis les acheminer par les routes, en très mauvais état, vers le front. Ces délais furent néfastes à l'armée serbe.

## Conséquences
L'Autriche-Hongrie a subi d'importantes pertes humaines dans cette offensive et failli à conquérir la Serbie ; les 5e et 6e armées austro-hongroises sont reconduites dans leurs territoires avec fracas et les Serbes restent maîtres du pays et de Belgrade. La Russie impose une forte pression sur le front est.
L'empereur allemand Guillaume II va jusqu'à féliciter le maréchal serbe Radomir Putnik pour sa victoire.
De son côté, la Serbie ne propose pas d'armistice avec l'Autriche-Hongrie mais pendant dix mois, le front reste assez calme et les Austro-Hongrois se concentrent sur le front italien. Mais les Serbes victorieux ne peuvent exploiter cette victoire, en effet celle-ci est contrebalancée par des pertes terribles, l'armée de métier est presque anéantie, le typhus fauche de nombreuses personnes et les problèmes de ravitaillement vus ci-dessus (munitions par exemple) sont toujours là. 